# Junglers
Die Junglers oder Jungler (seltener: Blacks Blacks, Blacks Boys, Ninja) waren eine paramilitärische Einheit im westafrikanischen Gambia, die von Präsident Yahya Jammeh um 1999–2000 gegründet wurde.

## Die Einheit
Die Einheit bestand aus bis zu 40 speziell ausgewählten Mitgliedern, die unter seiner direkten Kontrolle und Aufsicht operierten. Anfangs war ihre Hauptaufgabe der Schutz der Landesgrenzen, insbesondere gegen die Casamance-Separatisten, doch bald verlagerte sich ihr Fokus auf Jammehs Gegner im Inland. Viele der Junglers waren Jola aus Kanilai, wo eine Einheit stationiert war (der Rest befand sich in Kololi, Western Division), und sie waren für ihre unerschütterliche persönliche Loyalität gegenüber Jammeh bekannt.

## Die Jungler
Die Truth, Reconciliation and Reparations Commission (TRRC) gab an, dass ihre Erstausbildung wurde von einem Italiener, Francisco Caso, organisiert wurde. Zu den Anführern der Jungler gehörten zu verschiedenen Zeiten Tumbul Tamba, Musa Jammeh, Bora Colley, Sana Manjang, Solo Bojang und Saul Badjie, die alle Jola waren. Tamba und Musa Jammeh starben beide 2006–2007 unter mysteriösen Umständen, nachdem sie sich mit Yahya Jammeh überworfen hatten. Nachdem Adama Barrow 2017 Präsident wurde, wurden einige Jungler auf Anweisung der gambischen Polizei (Gambia Police Force) von den gambischen Streitkräften (Gambia Armed Forces) verhaftet und für lange Zeit ohne Anklage festgehalten. Badjie ging mit Jammeh ins Exil nach Äquatorialguinea, während Colley, Manjang und Bojang alle flohen und sich derzeit auf freiem Fuß befinden.

## Die Opfer
Der TRRC-Bericht beschrieb Menschenrechtsverletzungen der Jungler im Namen von Jammehs, wie außergerichtliche Tötungen, willkürliche Verhaftungen, Inhaftierungen und Folter. Die TRRC stellte fest, dass unter den von den Junglern getöteten Personen auch Sicherheitsbedrohungen für die Regierung waren, wie Daba Marena; lautstarke Kritiker Jammehs, wie Deyda Hydara; und Jammehs in Ungnade gefallene Geschäftspartner und enge Vertraute, darunter Baba Jobe. Zu den Folteropfern gehörten Baba Leigh und diejenigen, die nach dem Putsch von 2006 verhaftet wurden. Die TRRC stellte fest, dass Jammeh die volle strafrechtliche Verantwortung für die Taten der Jungler trage und zusammen mit den namentlich genannten Junglern strafrechtlich verfolgt werden sollte. Sie empfahl auch die Amnestie einiger Jungler, da diese über ihre eigene Beteiligung an den Verbrechen ausgesagt hatten; Die Freilassung von drei Junglern, Malick Jatta, Omar Jallow und Amadou Badjie, die den Mord gestanden hatten, im August 2019 löste jedoch öffentliche Empörung aus Ein ehemaliger Jungler, Bai Lowe, wurde im November 2023 wegen Mordes an Hydara und versuchten Mordes an Ousman Sillah verurteilt, während der Prozess gegen einen anderen, Michael Correa, im September 2024 in Colorado begann. Beide Männer wurden im TRRC-Bericht des Mordes angeklagt.